# Бокель (Рендсбург)
Бокель (нем. Bokel) — община в Германии, в земле Шлезвиг-Гольштейн.
Входит в состав района Рендсбург-Экернфёрде. Подчиняется управлению Норторфер Ланд. Население составляет 664 человека (на 31 декабря 2010 года). Занимает площадь 15,27 км².